# Ryuji Hirota
Ryuji Hirota (廣田 隆治 Hirota Ryuji?), född 16 juli 1993 i Hyōgo prefektur, är en japansk fotbollsspelare.
Hirota började sin karriär 2012 i FC Gifu. Efter FC Gifu spelade han för Gainare Tottori, Renofa Yamaguchi FC och Iwate Grulla Morioka.